# Tetiana Wodopjanowa
Tetiana Jurijiwna Wodopjanowa (ukr. Тетяна Юріївна Водоп'янова ur. 11 stycznia 1973 w Kijowie) – biathlonistka ukraińska, pięciokrotna medalistka mistrzostw świata.

## Kariera
Treningi biatlonowe zaczęła w klubie Dynamo Kijów w 1990 roku. W Pucharze Świata zadebiutowała 9 grudnia 1993 roku w Bad Gastein, zajmując 91. miejsce w biegu indywidualnym. Pierwsze punkty zdobyła blisko rok później, 8 grudnia 1994 roku w tej samej miejscowości, kiedy zajęła 10. miejsce w biegu indywidualnym. Pierwszy raz na podium zawodów pucharowych stanęła 7 grudnia 1995 roku w Östersund, kończąc rywalizację w tej konkurencji na drugiej pozycji. Rozdzieliła tam na podium Niemkę Uschi Disl i Magdalenę Wallin ze Szwecji. W kolejnych startach jeszcze cztery razy stawała na podium: 7 marca 1996 roku w Pokljuce i 16 stycznia 1997 roku w Anterselvie wygrywała biegi indywidualne, 10 grudnia 1999 roku w Pokljuce była trzecia w biegu pościgowym, a 16 grudnia 2000 roku w Anterselvie zajęła trzecie miejsce w sprincie. Najlepsze wyniki osiągnęła w sezonie 2000/2001, kiedy zajęła 14. miejsce w klasyfikacji generalnej.
Podczas mistrzostw świata w Ruhpolding w 1996 roku zdobyła dwa medale. Najpierw wspólnie z Niną Łemesz, Ołeną Petrową i Ołeną Zubryłową zajęła drugie miejsce w biegu drużynowym. Cztery dni później razem z Petrową, Zubryłową i Wałentyną Cerbe-Nesiną była trzecia w sztafecie. W tym samym składzie Ukrainki zdobyły brąz w biegu drużynowym na rozgrywanych rok później mistrzostwach świata w Osrblie. Kolejny medal wywalczyła na mistrzostwach świata w Oslo/Lahti w 2000 roku, gdzie startując z Zubryłową, Petrową i Łemesz była trzecia w sztafecie. Wynik ten Ukrainki powtórzyły podczas mistrzostw świata w Pokljuce rok później. Na tej samej imprezie była też między innymi jedenasta w biegu masowym.
W 1998 roku wystartowała na igrzyskach olimpijskich w Nagano, zajmując 24. miejsce w biegu indywidualnym, 19. w sprincie i 5. w sztafecie. Brała też udział w rozgrywanych cztery lata później igrzyskach w Salt Lake City, plasując się na 31. pozycji w sprincie, 26. w biegu pościgowym i 10. w sztafecie.

## Osiągnięcia

### Igrzyska olimpijskie
| Rok  | Miejscowość    | Konkurencje | Konkurencje | Konkurencje | Konkurencje | Konkurencje | Konkurencje | Konkurencje |
| Rok  | Miejscowość    | IN          | SP          | PU          | MS          | RL          | MR          | SR          |
| ---- | -------------- | ----------- | ----------- | ----------- | ----------- | ----------- | ----------- | ----------- |
| 1998 | Nagano         | 24.         | 19.         | nd.         | nd.         | 5.          | nd.         | –           |
| 2002 | Salt Lake City | –           | 31.         | 26.         | nd.         | 10.         | nd.         | –           |

### Mistrzostwa świata
| Rok  | Miejscowość | Konkurencje | Konkurencje | Konkurencje | Konkurencje | Konkurencje | Konkurencje | Konkurencje |
| Rok  | Miejscowość | IN          | SP          | PU          | MS          | RL          | MR          | SR          |
| ---- | ----------- | ----------- | ----------- | ----------- | ----------- | ----------- | ----------- | ----------- |
| 1995 | Anterselva  | –           | 26.         | nd.         | nd.         | 5.          | nd.         | –           |
| 1996 | Ruhpolding  | 28.         | 42.         | nd.         | nd.         | 3.          | nd.         | –           |
| 1997 | Osrblie     | 42.         | –           | –           | nd.         | 5.          | nd.         | –           |
| 2000 | Oslo        | 25.         | 42.         | DNF         | –           | 3.          | nd.         | –           |
| 2001 | Pokljuka    | 43.         | 30.         | 19.         | 11.         | 3.          | nd.         | –           |

### Puchar Świata

#### Miejsca w klasyfikacji generalnej
| Sezon     | Miejsce |
| --------- | ------- |
| 1993/1994 | -       |
| 1994/1995 | 19.     |
| 1995/1996 | 18.     |
| 1996/1997 | 30.     |
| 1997/1998 | 52.     |
| 1998/1999 | 30.     |
| 1999/2000 | 31.     |
| 2000/2001 | 14.     |
| 2001/2002 | 39.     |

#### Miejsca na podium chronologicznie
| Lp. | Dzień       | Rok  | Miejscowość | Konkurencja                | Lokata | Pudła   | Czas biegu | Strata | Zwycięzca          |
| --- | ----------- | ---- | ----------- | -------------------------- | ------ | ------- | ---------- | ------ | ------------------ |
| 1.  | 7 grudnia   | 1995 | Östersund   | Bieg indywidualny na 15 km | 2.     | 0+0+2+1 | 50:59,1    | +24,8  | Uschi Disl         |
| 2.  | 7 marca     | 1996 | Pokljuka    | Bieg indywidualny na 15 km | 1.     | 0+0+0+0 | 45:13,4    | –      | –                  |
| 3.  | 16 stycznia | 1997 | Anterselva  | Bieg indywidualny na 15 km | 1.     | 0+0+0+0 | 48:42,2    | –      | –                  |
| 4.  | 10 grudnia  | 1999 | Pokljuka    | Bieg pościgowy na 10 km    | 3.     | 2+1+1+0 | 33:49,4    | +47,8  | Ołena Zubryłowa    |
| 5.  | 16 grudnia  | 2000 | Anterselva  | Sprint na 7,5 km           | 3.     | 0+0     | 23:51,9    | +17,9  | Magdalena Forsberg |